# Pavel Dolenc
Pavel Dolenc (Pijava Gorica, 11 januari 1942) is een Sloveens jurist. De eerste tien jaar van zijn loopbaan was hij assistent openbaar aanklager en van 1988 tot 1997 rechter van het hooggerechtshof van Slovenië. Van 1999 tot 2003 was hij rechter van het Rwanda-tribunaal in Tanzania.

## Levensloop
Dolenc slaagde in 1962 voor een pedagogische opleiding en studeerde verder in de rechten aan de Universiteit van Ljubljana, waar hij in 1967 een diploma behaalde op het gebied van de criminologische beweging Nieuwe Sociale Defensie. Vervolgens slaagde hij in 1970 voor het staatsexamen dat de vereiste licentie bood om te werken als advocaat, notaris en aanklager.
Van 1970 tot 1981 was hij assistent en plaatsvervangend openbaar aanklager in de plaats Koper. In 1988 werd hij benoemd tot rechter van het hooggerechtshof van Slovenië. Hier bleef hij aan tot 1997. In de jaren negentig was hij lid van de commissie voor staatsexamens voor advocaten en organiseerde hij seminars vanuit het hooggerechtshof en voor de Hogeschool van Binnenlandse Zaken in Ljubljana. Verder nam hij deel aan internationale seminars waaronder op het gebied van strafrecht van de Raad van Europa (CDCP) aangaande de oprichting van het Joegoslavië-tribunaal in 1993. Dat jaar was hij eveneens lid van de Sloveense werkgroep die de wet samenstelde om resolutie 827 van de Veiligheidsraad van de Verenigde Naties ten uitvoer te brengen.
Vanaf 1999 was hij rechter van het Rwanda-tribunaal in Arusha in Tanzania. Zijn termijn liep hier af in 2003.